# Polystachya fulvilabia
Espèce
Polystachya fulvilabia Schltr. est une espèce de plantes à fleurs de la famille des Orchidaceae (les orchidées) et du genre Polystachya, selon la classification phylogénétique. 

## Description
C'est une plante épiphyte présente dans les forêts montagneuses du Nigeria, Cameroun, Gabon, en République démocratique du Congo et au Kenya d'une altitude de 390 à 1650 mètres.